# Nativus
Nativus (posteriormente comercializado como Natiruts) é o álbum de estreia da banda de reggae brasileira Natiruts, lançado em 1997 pelo selo independente Zen Records, e relançado em 1998 pela gravadora EMI. Na época, Nativus era o nome a banda. Com o grande sucesso das músicas "Liberdade pra Dentro da Cabeça" e "Presente de um Beija-Flor", a banda torna-se conhecida nacionalmente. O álbum recebeu o disco de ouro da ABPD.
Pouco tempo depois, tiveram de trocar o nome para Natiruts, pois já existia uma banda gaúcha de nome similar. Futuras prensagens do disco passaram a vir com o novo nome na capa.

## Faixas
Todas as faixas escritas e compostas por Alexandre Carlo. 
| N.º            | Título                           | Duração |  |
| 1.             | "Liberdade pra Dentro da Cabeça" | 4:46    |  |
| 2.             | "Casulo"                         | 4:21    |  |
| 3.             | "Presente de um Beija-Flor"      | 5:33    |  |
| 4.             | "Deixa o Menino Jogar"           | 4:36    |  |
| 5.             | "Semente Nativa"                 | 4:36    |  |
| 6.             | "Reggae de Raiz"                 | 3:54    |  |
| 7.             | "Som de Bob"                     | 4:09    |  |
| 8.             | "Mano Velho"                     | 4:54    |  |
| 9.             | "Dialetos da Paz"                | 4:21    |  |
| 10.            | "Cantar"                         | 7:24    |  |
| 11.            | "Surfista do Lago Paranoá"       | 4:26    |  |
| 12.            | "Adeus Mamãezinha"               | 3:14    |  |
| Duração total: | Duração total:                   | 56:38   |  |

## Créditos
Nativus (Natiruts)
- Alexandre Carlo: voz e guitarra base
- Kiko Peres: guitarra solo
- Luís Maurício: baixo e vocal de apoio
- Juninho: bateria
- Izabella Rocha: vocal de apoio
- Bruno Dourado: percussão e vocal de apoio
- Tom Capone: guitarra em "Mano Velho"
- Guigui Trotta: gaita em "Mano Velho"

Produção
- Natiruts: produção
- Rodrigo Vidal: produção, gravação e mixagem
- Alexandre Carlo: gravação
- Ricaddo Garcia: masterização

## Certificações
| Brasil (ABPD)                             | Ouro | 1998 | 100.000* |
| *número de vendas baseado na certificação |      |      |          |